# Giovan Battista Rositi da Forlì
Giovan Battista Rositi (Forlì, 1475 circa – 1545) è stato un pittore italiano.

## Biografia e opere
Giovan Battista Rositi da Forlì, o Giambattista Rositi, conosciuto anche come Giovan Battista Rosetti, è un pittore di scuola forlivese, del quale non si hanno molte notizie biografiche. Fu attivo a Forlì ed in Romagna, ma anche nell'Italia Centrale. Fu influenzato soprattutto da Marco Palmezzano.
Tra le sue opere si possono ricordare:
- la tavola Trasporto della Santa Casa di Loreto, conservato presso il Museo diocesano di Velletri;
- la tavola Madonna con il Bambino (attribuita), conservata presso la Pinacoteca civica di Forlì;
- un'altra tavola Madonna con il Bambino, conservata al Museo Cristiano (Keresztény Múzeum) di Strigonio (Esztergom), in Ungheria.